# Matopo lobifera
Matopo lobifera är en fjärilsart som beskrevs av Moore 1881. Matopo lobifera ingår i släktet Matopo och familjen nattflyn. Inga underarter finns listade i Catalogue of Life.